# Yūji Mitsuya
Yūji Mitsuya (三ツ矢 雄二, Mitsuya Yūji), né le 18 octobre 1954 à Nagoya, est un seiyū et acteur. Il travaille pour Bring Up.

## Rôles

### Séries animés
- Astro, le petit robot : Pukko
- Aura Battler Dunbine
- Biniky le dragon rose : Pilapila
- Candy Candy : Archibald Cornwell
- Don Dracula
- Dragon Ball Z : Kaiô Shin, Gregory
- Georgie : Laurent Grey
- Gigi : Mack
- Glass no Kamen : Yuu Sakurakoji
- H2 : Taro Kunimi
- Hiatari ryōkō! : Rodrigue
- Isabelle de Paris : Jean Clément
- La Petite Olympe et les Dieux : Achilles
- Le Collège fou, fou, fou : Hitohi Kazuyoshi, Roido Ando
- Le Magicien d'Oz : Tik-Tak
- Legendz : Skeleton
- Les Aventures de Claire et Tipoune : Pierrot
- Lupin III's Greatest Capers : Lady Black
- Marc et Marie
- Monster Rancher
- Nicky Larson : Shinji
- Ojarumaru : Silver
- Olive et Tom : Shun Nitta
- One Piece : Pica
- PaRappa the Rapper
- Ranma ½ : Tofu Ohno
- Saint Seiya (Les Chevaliers du Zodiaque) : Shaka de la Vierge, Mime de Benetnasch
- Saint Seiya: Soul of Gold : Shaka de la Vierge
- Stitch ! : Pikly
- Supernana : Ludovic
- Junji Ito: Collection : Sōichi
- Théo ou la Batte de la victoire : Théo
- Yatterman
- Yawara! : Nishikimori
- Maniac par Junji Itō : Anthologie Macabre : Sōichi

### Doublages de films étrangers
- Le Roi lion ; Le Roi lion 2 : L'Honneur de la tribu ; Le Roi lion 3 : Hakuna Matata : Timon (en version japonaise)
- Lilo et Stitch ; Stitch ! Le film ; Lilo et Stitch 2 ; Leroy et Stitch : Pikly (en version japonaise)